# 무적 간판 소녀
무적 간판 소녀(일본어: 無敵看板娘)는 일본의 만화가인 사도가와 준이 2002년 11월부터 연재한 만화이자, 그 만화를 원작으로 하여, 2006년에 제작된 TV 애니메이션. 원작인 만화는 2002년 11월부터 연재되어 2006년 6월로, 총 17권으로 완결되었다. 우리나라엔 2003년 11월부터 대원씨아이를 통해, '무적철가방'이라는 이름으로 번역되어 출판되었다. 그리고 애니메이션은 2006년에 방영되어 총 12화로 완결을 맺었다. 그리고 이듬해에 한국에선 투니버스를 통해 애니메이션이 더빙되어 방영되었다.
원작과 애니의 내용은 중화요리점 '오니마루 반점'의 종업원이자 그 가게의 딸인 '오니마루 미키'와 그녀 주변의 비상식적인 인물들이 벌이는, 조금은 비현실적이지만 코믹스러운 일상을 담아내고 있다.

## 줄거리
하나미 마을(花見町) 상점가에 있는, 중화요리점 '오니마루 반점'. 그 식당에서 근무하는 종업원인 '오니마루 미키'. 성실해 보이고 미인형에 가까운 겉모습과 달리, 그녀는 일은 안 하고 농땡이를 피운다든지, 배달을 시키면 엉뚱한 짓을 벌인다든지, 가게 일에는 전혀 관심없는 아가씨였으니....
오늘도 그녀와, 그녀 주변의 별난 사람들이 벌이는, 코믹한 일상이 벌어지는데...

## 등장인물
(※인물들에 대한 설명은 원작과 애니의 내용, 그리고 인터넷에 떠돌아 다니는 내용들을 바탕으로 하여, 저술되었고, 성우의 순서는 '일본판'/'더빙판' 순이다.)
오니마루 미키(鬼丸 美輝)
성우 : 나바타메 히토미/이명선
이 작품의 주인공. 중화요리점 '오니마루 반점'에서 일하고 있다. 외모는 미인형이나, 외모와는 달리 언행이 거칠고 노는 것을 좋아하고 승부욕이 강한 편. 게다가 요리 솜씨는 최악에다 설거지를 시키면 그릇을 깨먹고 배달을 시키면 딴데로 새고 남의 일에 쓸데없이 참견을 하는 등, 가게 일에 도움을 전혀 주지 못 하고 있다.
게다가 '오니마루 장병술'이라는 무술을 사용하며 신체 능력은 가히 놀라울 정도이며, 마을 내 불량배 사이에선 '투전귀(鬪戰鬼/싸움 귀신)'이라 불릴 정도. 하지만 가끔 자신의 무력을 좋은 일(불량패 혼내주기, 도둑 잡기, 화재 현장에서 사람 구하기 등등)에 사용하고, 아이들에게 그나마 친절하게 대해주기 때문에 마을 사람들로부터 완전히 미움은 받지 않는 듯 함.
술을 마셔 취하면, 매우 여성적이고 내성적으로 변한다고 한다.
칸나즈키 메구미(神無月 めぐみ)
성우 : 코시미즈 아미/양정화
미키와는 앙숙이자 어릴 적부터 보고 자라 온 친구로, 오니마루 반점 바로 마주 편에서 제과제빵집을 운영하고 있다. 겉으로는 여성적이고 귀여운 척을 하지만, 실제론 독을 제조한다든지, 미키를 음해하려는 흉계를 꾸미는 등 꽤나 이중적인 모습을 보이고 있다.
특기는 나무꼬치 투척 기술(어릴 적 수업시간에 미키가 담임선생님이 던진 분필에 맞는 걸 보고, 담임선생님께 졸라서 배웠다고 함.). 취미는 미키를 음해하는 거(자전거 펑크 내기, 험담 하기, 미키의 굴욕적인 사진 찍어 뿌리고 다니기, 독이 든 꼬치 던지기 등등.), 애완동물로 전갈, 독개구리이다.
술을 마셔 취하면, 원래의 숨겨진 성격에 약간 더 포악해진다고 한다.
오오타 아키히코(大田 明彦)
성우 : 나카무라 유이치/최재익
오니마루반점 근처 채소가게 주인인 청년으로, 오니마루 가족들과는 사이가 좋으며 종종 미키에게 놀림을 받거나 희생양이 되곤 한다.
작품 내에선 그나마 상식적인 인물에 속하나, 전대물이나 피규어, 히어로와 관련된 것을 매우 좋아해, 가끔 어른답지 못 하게 전대물이나 히어로 놀이에 빠지곤 한다.(그 탓에, 마을 아이들로부터 약간의 신임을 받는 듯.)
니시야마 칸쿠로(西山 勘九郞)
성우 : 히야마 노부유키/정명준
미키에게 항상 도전을 해 오는 열혈청년. 어릴 적에, 자신보다 어린 미키에게 괴롭힘을 당했다고 하며, 그 후 지방에 있는 대학교를 졸업하고, 미키에게 복수를 하려고 다시 하나미 마을로 돌아왔다고 한다. 미키에게 이길려고 항상 수련을 열심히 하지만, 이긴 적은 한 번도 없는 듯. 게다가 미키 본인은 칸쿠로의 이름도 기억하지 못 함. 그렇지만 미키 모녀를 제외하곤 상당히 강한 측에 속한다.
말끝마다 '~냐'(더빙판에선, '~규')를 붙이는 버릇을 가지고 있음.
오니마루 마키코(鬼丸 真紀子)
성우 : 사다오카 사유리/김혜미
미키의 엄마이자 오니마루 반점 사장님. 딸이 전혀 도움이 되지 않아서, 사실상 혼자서 오니마루 반점을 운영하다시피 해도 과언이 아니다.
마을 사람들로부턴 상냥한 아주머니라고 인식되지만, 사실은 작품 내 최강자로, 미키를 제압할 수 있는 거의 유일한 인물.
엔도 와카나(遠藤 若菜)
성우 : 나카지마 사키/김현지
오니마루 반점에서 자주 시켜 먹는 단골소님 가족인 엔도 가족의 딸. 마을에서 최강이라고 불리는 애완견 '토시유키'랑 같이 다니기 때문에 어딜 가도 무서울 것 하나 없는 소녀.
엔도 토시유키(遠藤 敏行)
성우 : 나야 로쿠로/김영찬
엔도 가족이 키우는 애완견. 매우 사납고 호전적인 성격을 지니고 있으며, 미키와 막먹을 정도의 막강한 전투력을 갖고 있다고 한다.
하지만 엔도 가족들 앞에선 순한(?) 행동을 보이며, 특히 와카나의 말을 무지 잘 따른다.
카야하라 토모카(茅原 智香)
성우 : 미네 카오리/김효선
오니마루반점의 단골손님으로, 고등학교 교사. 항상 어두운 색 체육복을 입고 다니며 상한 분위기와 무서운 표정 등등의 이유로 주변 사람들로부터 상처를 받을 때마다 자살을 하려고 한다.(하지만 대개 미수로 끝남.)근데 그러면서 선생이다 보니, 남에게 항상 설교를 늘어놓곤 한다.
오니마루 반점에서 만들어 주는 라면을 먹을 때만큼은 정상인처럼 해맑게 웃음을 짓곤 한다.(그 외에 웃는 모습은 매우 무서워 보인다고 함.)
메구미는 그녀의 모습을 그녀를 유령이라고 착각하지만, 원작에선 커튼 천을 둘러 쓴(자신의 모습을 남에게 보이고 싶지 않아, 항상 커튼 천으로 몸을 둘러 싸고 다님.)그녀하곤 친구처럼 지낸다.(물론, 메구미는 그게 자신이 유령이라고 생각하는, '토모카'인 줄은 모름.)
츠지 잇시키
성우 : 사카구치 다이스케
원작에서만 등장하는 인물로, 견습 마술사. 실력은 상당히 뛰어나나 긴장을 자주 하는 탓에 종종 실패한다. 자신의 단점을 극복하고자 오니마루 반점과 메구미네 제과제빵점 앞에서 연습을 많이 하는데, 종종 미키에게 방해를 받는다.(이유는 그의 가방은 뭐든지 담을 수 있고 뭐든지 꺼낼 수 있는데, 미키가 그런 가방이 신기하여 가방 속을 보여달라며 끈질기게 말하기 때문.)
또한 칸쿠로의 미키를 향한 끝없이 도전하려는 의지에 감동받아, 그를 스승으로 여기며 따르고 있다고 한다.
오니마루 마키코를 제외하고 유일하게 미키를 이긴 적이 있는 남자로 명성이 알려져 있으나, 본인은 전혀 의미를 느끼지 않는다.
콘도 에츠코
성우 : 사이토 치와
원작에서만 등장하는 인물로, 하나미 마을 파출소로 배치된 신임경찰관. 정의감이 강하나, 매우 어벙한 구석이 있고 무슨 일이든지 쉽게 오해를 해버린다. 미키를 만악(萬惡)의 근원처럼 여기면서 사사건건 걸고 넘어지려고 애쓰고 있다. 하지만 번번히 실패.
특기는 '곤도식 포박술'이라고 불리는 포박줄을 이용한 기술.
어린 시절에는 친구가 별로 없었던 모양이다

## 주제가
오프닝 - <Wild spice>
노래 - 오쿠이 마사미
엔딩 - <무적의 smile(無敵な smile)>
노래 - 타카하시 나오즈미